# Liste der Kalendersysteme
Die folgende Liste der Kalendersysteme ist danach sortiert, was die Grundlage für die Bestimmung der Länge eines Kalenderjahres darstellt. So gibt es:
- Astronomische Kalender – richten sich nach astronomischen Beobachtungen
- Wandeljahrkalender – haben eine feste Anzahl an Tagen, der Jahresbeginn wandelt damit durch die Jahreszeiten

Je nachdem, welche astronomischen Beobachtungen der Jahreslänge zugrunde liegen, unterscheidet man:
- Solarkalender – nach der Sonne, genauer dem Sonnenstand (und damit den Jahreszeiten, Mondphasen bleiben unberücksichtigt). Jahreslänge ist der angenommene mittlere Abstand der Zeitpunkte mit gleichem Sonnenstand. Jahresbeginn ist entweder ein bestimmter Sonnenstand, zumeist das Frühlings-Äquinoktium, oder ein willkürlicher, durch arithmetische Algorithmen bestimmter Tag.
- Lunarkalender – nach dem Mond, genauer den Mondphasen. Jeder Monat beginnt je nach Kultur zumeist mit dem Neulicht, also dem ersten Sichtbarwerden des Mondes nach Neumond. Unterfälle, in denen ein Jahr regelmäßig mit zwölf Monaten, bzw. nach Bedarf einem zusätzlichen Schaltmonat, also dreizehn Monaten definiert ist, sind
  - Lunisolarkalender, bei denen eine Synchronisation mit einem tropischen Jahreszyklus angestrebt wird
  - lunistellare Kalender, bei denen eine Synchronisation mit einem siderischen Jahreszyklus angestrebt wird, das Jahr sich also nach Mond und Sternen richtet[1]

## Hinweise

### Grundlage des Kalendersystems: Berechnung oder Beobachtung
Grundlage aller astronomischen Kalender ist die Beobachtung der Himmelskörper. Arithmetische Kalender beruhen hingegen rein auf Berechnungen. Der bekannteste ist der Gregorianische Kalender mit seinen arithmetischen, zyklischen Schalttagsanordnungen.
Innerhalb eines Kalendersystems kann die Grundlage des Systems von Beobachtung zu Berechnung wechseln. Beispiele dafür sind die Slonimski-Formel des jüdischen Kalenders und zoroastrische Formen des iranischen Kalenders. Hintergrund eines solchen Wechsels war der Wegfall der Autoritäten, die die astronomischen Beobachtungen für verbindlich zu erklären hatten (im Falle der Zoroastrier der Untergang des Sasaniden-Reiches), bzw. im Falle der Juden war die Funktionsfähigkeit dieser Autoritäten gefährdet.
Sofern Schalttagsregelungen in Umrechnungsformeln der Daten unterschiedlicher Kalendersysteme enthalten sind (etwa bei einer Umrechnung zwischen Daten des islamischen Kalenders und des gregorianischen Kalenders), handelt es sich um Näherungsformeln, deren Ergebnis gelegentlich einen Tag neben dem „wirklichen“ (historischen) Datum liegt.

### Verknüpfung mit einer bestimmten Ära
Ein Kalendersystem ist meist mit einer bestimmten Ära verbunden (→Epoche), nach der die Jahreszählung oder -benennung erfolgt. Beides, Kalender und Ära, ist aber zu trennen. Einige asiatische Kalendersysteme, wie der japanische Kalender, haben ihre traditionelle Kalenderberechnung im 19./20. Jahrhundert zwar aufgegeben und – was Jahresbeginn, Monatseinteilung und Schaltjahresberechnung betrifft – den gregorianischen Kalender übernommen, ihre überkommene Jahreszählung (nach Herrschaftsjahren des Tenno in Japan, „seit Gründung der Republik China 1912“ in Taiwan) aber beibehalten. Umgekehrt wurde der julianische Kalender neben der christlichen Ära auch mit der Byzantinischen Ära (Zählung der Jahre seit Erschaffung der Welt), der Diokletianischen Ära, der Varronischen Ära (seit Gründung der Stadt Rom), der Jahresbezeichnung nach den römischen Konsuln, der Seleukidischen Ära und im Rumi-Kalender mit der Islamischen Ära verwendet.
Die proleptische Verwendung von Epochen und Kalendern, das heißt ihre Anwendung auf Daten vor ihrem Referenzdatum (Ursprungsdatum), ist mit Ausnahme der christlichen Zeitrechnung ungebräuchlich. Datumsangaben vor Christi Geburt erfolgen nach dem gregorianischen oder julianischen Kalender, Daten zwischen der julianischen Kalenderreform 45 v. Chr. und der gregorianischen Reform, die am 15. Oktober 1582 in Rom und etlichen katholischen Territorien in Kraft trat, sind nach dem julianischen Kalender bestimmt.

### Gebräuchliche und historische Kalendersysteme
Eine sichere Einteilung in gebräuchliche und historische Kalendersysteme ist schwierig, da manche seit Jahrhunderten kaum noch verwendeten Kalender von kleinen Gruppen weiterhin benutzt werden (z. B. der julianische Kalender) und ursprünglich bereits vergessene Kalender nach ihrer Wiederentdeckung neue Anhänger gefunden haben (z. B. Maya-Kalender).

### Weitere Hinweise
Belege für die Existenz von „Naturkalendern“ fehlen bisher. Von solchen muss erwartet werden, dass sie sich nach regelmäßig auftretenden Naturereignissen richten. Jährlich auftretende klimatisch bedingte Ereignissen wie die Nilschwemme hängen zwar wie die Solarkalender vom tropischen Jahr ab, schwanken jedoch zu stark und lassen eine Kalenderrechnung daher nicht zu. So ist erwartungsgemäß in Ägypten die Nilschwemme gewiss der Anlass, nicht aber die Grundlage der ersten Kalender, die nachgewiesen werden konnten.

## Lunarkalender
- Ägyptischer Mondkalender zur Datierung der Himmelsfeste, als Jahreskalender diente parallel der Verwaltungskalender (siehe Wandeljahrkalender)
- Altrömischer Kalender bis ca. 450 v. Chr. – dann durch Lunisolarkalender ersetzt
- Islamischer Kalender

## Solarkalender
- Christliche Kalender
  - Kirchenkalender: Liturgischer Kalender (römisch-katholisch)
  - Äthiopischer Kalender – in Äthiopien und Eritrea gebräuchlich
  - Gregorianischer Kalender – weltweit meistgenutzter Kalender
  - Griechisch-orthodoxer Kalender (auch: Milanković-Kalender, neujulianischer Kalender, revidierter julianischer Kalender) – angewendet nur von den Neukalendariern
  - Julianischer Kalender – nur noch bei einigen orthodoxen Kirchen (bei den Altkalendariern) sowie in den Geschichtswissenschaften gebräuchlich
  - Koptischer Kalender (auch: Alexandrinischer Kalender) – in der Koptisch-Orthodoxen Kirche gebräuchlich
  - Schwedischer Kalender – vorübergehend in Schweden benutzt
- An christliche Kalender angelehnte Kalendersysteme
  - Berberischer Kalender – in ganz Nordafrika gebräuchlich (eine Folge des julianischen Kalenders)
  - Chuch’e-Kalender – in Nordkorea gebräuchlich
  - Rumi-Kalender – Sonnenkalender mit Hidschrazählung
  - Moderner japanischer Kalender (auch: Gengō-Kalender) – in Japan gebräuchlich
  - Sowjetischer Revolutionskalender
  - Suriyakati-Kalender – in Thailand gebräuchlich
  - Minguo-Kalender – in der Republik China (Taiwan) gebräuchlich
- Badi-Kalender (auch: Bahai-Kalender) – unter den Anhängern der Bahai-Religion gebräuchlich
- Bengalischer Solarkalender – in Bangladesch und Indien teilweise in Gebrauch
- Diskordianischer Kalender
- Französischer Revolutionskalender
- Georgischer Kalender
- Hinduistischer Sonnenkalender
- Nepal Sambat – in Nepal teilweise in Gebrauch
- Indischer Nationalkalender (auch: Saka-Kalender) – in Indien teilweise in Gebrauch
- Iranischer Kalender (auch: Dschalāli-Kalender) – in Iran und Afghanistan gebräuchlich
- Irischer Kalender – in esoterischen Kreisen wieder in Gebrauch
- Altisländischer Kalender – nicht mehr gebräuchlich
- Malayalam-Kalender – in Indien teilweise in Gebrauch
- Maliye-Kalender – im Osmanischen Reich gebräuchlicher Finanzkalender, dessen Jahreszählung an den islamischen Mondkalender angepasst war
- Megalithischer Kalender nach einer Theorie von Alexander Thom
- Nakaiiy-Kalender – auf den Malediven teilweise in Gebrauch
- Orissa-Kalender – in Indien teilweise in Gebrauch
- Porhalaan-Kalender (auch: Batak-Kalender) – auf Sumatra teilweise in Gebrauch
- Sikh-Kalender (auch: Nanakschahi-Kalender) – in der Religion der Sikhs teilweise in Gebrauch
- Tamilischer Kalender
- Zoroastrischer Kalender: Fasli-Kalender (auch: Parsischer Kalender) – in der parsischen Religion gebräuchlich
  - davon abgeleitet: Kappadokischer Kalender

## Wandeljahrkalender
Diese Kalender haben eine festgelegte konstante Jahreslänge von meist 365 Tagen. Sie orientieren sich damit zwar am Sonnenjahr mit 365 1⁄4 Tagen, sind aber keine Solarkalender, da ihnen die Einschaltung (Interkalation, Schaltjahrregelung) fehlt. Über die Jahre kommt es so zu einer Verschiebung des Kalenderjahres zum Sonnenjahr. Das Ergebnis sind sogenannte Wandeljahre.
- Ägyptischer Verwaltungskalender – 365-Tage-Zyklus, Ausnahme: Unter Ptolemaios III. mit Schaltjahresregelung
- Armenischer Kalender – 365-Tage-Zyklus
- Azteken-Kalender: xihuitl-Zyklus – 365-Tage-Zyklus, überschneidet sich mit einem 260-tägigem tōnalpōhualli-Zyklus
- Maya-Kalender: Haab-Zyklus – 365-Tage-Zyklus, in Mexiko und Guatemala teilweise wieder in Gebrauch, überschneidet sich mit dem 260-tägigen Tzolkin-Zyklus
- Zoroastrischer Kalender: Qadimi- und Shenshai-Kalender (auch: Parsischer Kalender) – 365-Tage-Zyklus, in der parsischen Religion gebräuchlich

## Lunisolarkalender
Ein Lunisolarkalender ist die Kombination eines Lunar- mit einem Solarkalender.
- Babylonischer Mondkalender
- Birmanischer Kalender
- Chantarakati-Kalender – für buddhistische Feste in Thailand gebräuchlich
- Dai-Kalender – von den Dai (Volk) zur Bestimmung traditioneller Feste verwendet
- Germanische Kalender (auch: Runen-Kalender)
- Griechischer Kalender – verschiedene Lunisolarkalender der unterschiedlichen Poleis des antiken Griechenland
  - Attischer Kalender
- Hinduistischer Lunisolarkalender
- Japanischer Lunisolarkalender – 1872 durch Sonnenkalender ersetzt
- Jüdischer Kalender – in jüdischen Gesellschaften gebräuchlich
- Kalender von Coligny – ein keltischer Kalender
- Khmer-Kalender
- Koreanischer Kalender
- Mongolischer Kalender
- Vikram Sambat – in Nepal und Indien gebräuchlich
- Römischer Kalender ab ca. 450 v. Chr. mit Einführung des Zwölftafelgesetzes
- Saka-Kalender (auch: Shaka-, Caka- oder Sasih-Kalender) – ein hinduistischer Kalender mit Varianten in Indien und Indonesien, besonders auf Java und Bali
- Tibetischer Kalender

## Lunistellare und sonstige kombinierte Kalender
- Ägyptischer Mondkalender Lunistellarer Kalender, parallel zum Verwaltungskalender eingesetzt
- Altrussischer Kalender
- Assyrischer Kalender – wie babylonischer Kalender
- Babylonischer Kalender – ursprünglich auf Kalendersternen beruhender Kalender, später durch Lunisolarkalender ersetzt
- Chinesischer Kalender – Kombination aus Solar- und Lunisolarkalender, in China zur Bestimmung traditioneller Feste verwendet
- Inka-Kalender
- Loango-Kalender – ein auf Mond- und Sirius-Zyklen basierender Kalender beim zentralafrikanischen Volk der Loango
- In einem balinesischen Mondkalender wurde das Jahr durch Interkalation verlängert, bis die Plejaden bei Sonnenuntergang sichtbar wurden.[3]

## Kalender ohne astronomischen Bezug
- Maya-Kalender: Tzolkin-Zyklus – 260-Tage-Jahr
- Pawukon-Kalender (auch: Wuku-Kalender) – 210-Tage-Jahr, auf Bali gebräuchlich

## Kalendersysteme, die bisher nicht zugeordnet werden konnten
- Indonesische Kalendersysteme
  - Mangsa-Kalender
  - Pasaran-Kalender
  - Wetonan-Kalender

## Neuzeitliche Kalenderentwürfe
- Almanach des Honnêtes Gens (auch: Maréchal-Kalender)
- Darischer Kalender – ein 24-monatiger Kalender für die Tages- und Jahreszählung auf dem Mars
- Diskordianischer Kalender
- Französischer Revolutionskalender
- Holozän-Kalender
- Internationaler Ewiger Kalender (auch: Eastman-Plan oder Cotsworth-Plan) – teilt das Jahr in 13 Monate zu je 28 Tagen
- Mädler-Kalender
- Positivisten-Kalender (auch: Comte-Kalender)
- Weltkalender – teilt das Jahr in 4 Quartale zu je 91 Tagen (31, 30, 30 Tage pro Monat)
- Wochenkalender